# ジャック・ロンドン (陸上選手)
ジャック・ロンドン (John Edward "Jack" London、1905年1月13日- 1966年5月2日)は、イギリスの陸上競技選手。
ロンドンは、1928年アムステルダムオリンピックの100mに出場。10秒9の記録で、カナダのパーシー・ウィリアムズに次いで銀メダルを獲得。さらに4×100mリレーにも出場。セシル・ジル、テディ・スムーハ、ウォルター・レンジリーらとともに銅メダルを獲得した。